# Michel Foucault
Michel Foucault (født 15. oktober 1926 i Poitiers, død 25. juni 1984 i Paris) var en fransk filosof og idéhistoriker. Han var professor ved Collège de France i "Tankesystemernes Historie", som var en form for idehistorie. Foucault er bedst kendt for sine studier af sociale institutioner, bl.a. psykiatri, politiet, humanvidenskaberne og fængselssystemet, såvel som sit arbejde vedr. seksualitet. Han havde en enorm indflydelse på mange områder, herunder litteraturvidenskab, filosofi (særligt videnskabsfilosofi i den frankofone verden), historie, psykoanalyse, videnskabshistorie og videnssociologi.
Han anses af nogle som postmodernist og poststrukturalist (selvom nogle anser hans tidlige værker, som Les mots et les choses, for strukturalistisk – i forordet til den engelske udgave af dette værk benægter han dog dette). Foucault bruger ikke selv disse to betegnelser om sit forfatterskab.
Foucault var involveret i flere bevægelser, bl.a. for indsatte i fængsler. Hans radikale politik foregik også på gaden, og han fik ved tilfælde brækkede knogler af at have deltaget i gadekampe mod politiet, noget han også fortsatte med efter de halvtreds .

## Store linjer
En grundlæggende tanke i forfatterskabet er, at intet er universelt. Selv mennesket har ikke en ahistorisk evig natur, men er et resultat af historien. Det mest grundlæggende ved mennesket er kroppen, men også den er konstrueret historisk i en eller anden grad.
Et andet emne der behandles er magten. Magten analyseres igennem de modstandskampe, der bekæmper den. Disse er kampe mod undertrykkelse, kampe mod udbytning og kampe mod subjektivering.[kilde mangler]
Subjektivering er en form for magt, hvor den enkelte tildeles en identitet/natur, hvad enten han vil det eller ej. Sindssyge er et eksempel på dette. Tidligere tolererede man gale mennesker (i nogle samfund betragtes de tilmed som i forbindelse med guderne), men i det moderne samfund begyndte man at tildele de gale en identitet som sindssyge.
| Citat | Mennesket ledes af mennesket gennem objektiverede videnskaber og psykologiserende inderliggørende teknikker; gennem disciplinering, indretning og overvågning på den ene side [...] og gennem moralisering på den anden side [...]; gennem statistik og biopolitik på den ene side og gennem bekendelse og selvledelse på den anden side. | Citat |
|       | |       |

I den sene del af Foucaults forfatterskab bliver hans værks hovedperson de forbindelseslinier (fr. dispositif), der går til og fra det objektiverede og det subjektiverede menneske og de anordninger, som udvirkes i forskellige sociale elementer . 
| Citat | Foucaults analyser går ud på at kortlægge disse udvekslingsmønstre, som det sociale har sedimenteret, og som selv genererer nye mønstre for social udveksling. | Citat |
|       | |       |

## Forfatterskab
Foucaults bog Overvågning og straf behandlede udviklingen af fængselsvæsenet, Galskabens historie behandlingen af sindssyge, Klinikkens fødsel medicinens og hospitalsvæsnets udvikling og Ordene og tingene diskuterede videnskaberne. Foucault færdiggjorde ikke Seksualitetens historie før sin død, men de første bind behandlede blandt andet psykiatriens konstruktion af perversion. Fjerde bind i Seksualitetens historie blev offentliggjort mere end 30 år efter Foucaults død af det franske forlag Gallimard i februar 2018.
Foucault blev født i Poitiers, og døde i Paris af HIV/AIDS-relaterede komplikationer.

## En introduktion til Foucaults vigtigste begreber til diskursanalyse
Foucault udviklede aldrig nogen færdig teori, man kan lægge ned over forskellige empiriske problematikker, hvilket også ville være mod hensigten med hans samlede arbejder. Derimod var hensigten at problematisere forskellige aspekter af menneskets erfaring og væren i samfundet, for på den måde at åbne vores øjne for, hvordan vi forstår os selv, seksualitet, sygdom eller død – temaer som alle er væsentlige i Foucaults forfatterskab. 
En beskrivelse af hans mange undersøgelser kan bestemmes som nutidshistorie, og overordnet kan man beskrive hans mange studier som undersøgelser i de historisk variable forhold mellem magt, viden og subjektivitet. Tre begreber, som alle var hovedtematikker i hans forfatterskab. Disse tre tematikker og deres indbyrdes forhold behandles i det efterfølgende.

### Magt, viden og subjektivitet
I modsætning til den gængse opfattelse af begrebet magt, ser Foucault ikke magt som værende noget negativt eller destruktivt, men nærmere som en elementær kraft der er en grundkomponent i sociale relationer; enhver relation er derfor en magtrelation. Han ser magt som en  sofistikeret teknik til afretning af os som individer, eksempelvis ved at gøre os manipulerbare eller kontrollerbare. Det vil med andre ord sige, at han ser magten som en art selvdisciplinering eller selvledelse, og ikke som værende direkte udøvet af en diktator. Hans opfattelse af magt står i kontrast til marxisternes, som så magt som et instrument til klassedominans, opstået på baggrund af økonomiske interesser eller styrkemæssige forhold. Ifølge Foucault er magt altså ikke en ressource, der er knyttet til bestemte aktører eller interesser. Magt er snarere en kraft, der er indlejret i enhver social relation, og enhver relation er derfor også en magtrelation; han ser således magten som en neutral evne til at forårsage, påvirke og forandre.
For at anskueliggøre Foucaults magtforståelse, er det nødvendigt at fjerne sig fra indgroede forestillinger om, at magt blot er noget der praktiseres inden for retslig praksis. Fokus skal rettes mod de administrative teknikker, der benyttes til kontrol og normalisering. Med normalisering, eller homogenisering, mener Foucault, hvordan magten søger at fremme en bestemt adfærd for mennesker i en bestemt kontekst. Der er eksempelvis en række forskellige, men også ens normer for hvordan vi bør opføre os på et universitet eller et sygehus. Magten siges at have to formål, dels at disciplinere det enkelte individ, dels at regulere befolkningen, eller som Foucault siger det: Magtens højeste funktion er ikke at udslukke, men fuldstændig at gennemtrænge livet. Dette må nødvendigvis indebære, at magten infiltrerer samfundet, individet, vores velfærd, sundhed, moral osv. Ved hjælp af føromtalte teknikker er magten således i stand til at forme individer, deres aktiviteter, samt deres indbyrdes relation.
Foucault nævner nogle væsentlige iagttagelser, hvor de administrative teknikker er blevet benyttet på eksempelvis skoler, sygehuse, kaserner etc. til bl.a. at individualisere, sammenligne og homogenisere. Individualiseringen sker ved at rette sig mod det enkelte individ. Et eksempel er den differentierede undervisning i folkeskolen. Sammenligningen kan ske ved at udvikle standardiserede skemaer, der kan være med til at gøre forskellige individer målbare – typisk ved måling af evner og meninger. Endelig kan der ske en homogenisering ved at underlægge forskellige individer de samme grundlæggende mål, f.eks. ved at ensrette individer til at adlyde ordrer og udvise respekt, som det eksempelvis foregår i militæret. Man kan så spørge, hvorledes magten formår at forårsage, påvirke, forandre, ja ligefrem gennemtrænge livet. En væsentlig faktor, siger Foucault, er magtens gensidige afhængighed med viden. Enhver oplysning – dvs. formidling af viden – former et dispositiv (dette vil blive uddybet senere), som bearbejder verden på en bestemt måde, og derigennem virker regulerende på de subjekter, som beboer den (Andersen and Christensen 2000). Oplysning er derfor ikke simpel formidling af viden, men resulterer i dispositiver og i sidste ende magtudøvelse – regulering af den oplyste, subjektet. Der findes altså ikke oplysning, uden at der er magt på spil og derfor ingen neutral formidling af viden.
Denne magt udøves i højere grad med henvisning til normer, videnskab, etik og moral end eksempelvis lovgivningen. Udøvelse af magt, styring og regulering af samfundet sker altså ikke gennem en allestedsnærværende stat eller den udøvende magt, men gennem incitamenter, rådgivning, uddannelse, pjecer etc. (Hermann 2000). Dette betyder dog ikke, at magten altid udøves bevidst – magten bliver også udøvet ubevidst; eksempelvis kan en pjece blive opfattet på en måde, som virker disciplinerende, uden at det nødvendigvis har været forfatternes hensigt med den.
Foucault er ikke interesseret i magtens væsen eller magtindehaveres intentioner, eller helt generelt i subjektets intentioner, men derimod i udøvelsen og dens effekt. Når magt skal analyseres, er det interessante magtrelationerne; at undersøge hvordan magtmekanismerne virker og notere sig den tilsigtede såvel som den utilsigtede virkning. Foucault pointerer endvidere, at magtens tilstedeværelse har en konsekvens; hvor der findes magt findes der også modmagt, og kun her findes
modstanden (Hermann 2000). Det vil dermed også sige, at modstand ikke er en universel kraft, der findes i en bestemt form, da den altid vil stå i relation til magten. Modstanden kan opstå i flere forskellige afskygninger, eksempelvis spontan, isoleret, organiseret, kompromisvillige, uforsonlige etc.
Relationen mellem magt og viden er ifølge Foucault igen relateret til subjektet og diskursens positionering af samme. Han mener, at subjekter skabes i diskurser, samt objekterne, vi kan vide noget om. Foucault er som nævnt ovenfor ikke interesseret i subjektets intentioner og mulige bagvedliggende motiver i dets handlinger. Ifølge Foucault er det interessante derimod de positioner, der bliver stillet til rådighed af diskursen, samt hvordan disse positioner sætter rammer for aktørers virken i det sociale rum. På samme måde som dispositivet virker regulerende, således virker også subjektpositioner regulerende på subjektet, i kraft af de betydnings- og meningsrammer, der er blevet stillet til rådighed af diskursen – dette vil blive uddybet i et senere afsnit. Derfor har positionerne stærk indflydelse på aktørers ageren og handlen i det sociale rum. Dog ikke mere end at disse aktører kan vælge andre positioner at agere inden for, hvis ikke de opfylder aktørens behov for at udtrykke sig på en bestemt måde. Med andre ord fastlåses aktøren ikke i en position, men bliver derimod “tilbudt” positioner, hvorfra de, ifølge diskursen, kan tale og handle legitimt og meningsfuldt.

### Foucaults forståelse af diskurs
Ifølge Foucault er diskurs defineret på følgende måde:
(...) The term discourse can be defined as the group of statements that belong to a single system
of formation (...) (Foucault 2005:12)[kilde mangler].
Jørgensen og Phillips fortolker diskurs som:
Vi vil kalde en gruppe af ytringer for diskurs i det omfang, de udgår fra den samme diskursive
formation. (...Diskursen) består af et begrænset antal ytringer, som man kan definere mulighedsbetingelserne for. (Jørgensen and Phillips 1999:22)[kilde mangler]
Foucault ser altså grundlæggende diskurser som serier af udsagn afgrænset af et samtalerum, eksempelvis medicinverdenen eller på et universitet. Diskursens emne er ikke givet på forhånd og bliver ikke fastlagt af eksterne faktorer, men derimod af de udsagn der bliver fremført i samtalerummet. Foucault retter dermed sin opmærksomhed mod udsagnet i sin analyse af diskurser og disses mulighedsrum. Mere præcist angivet er Foucault interesseret i at afdække reglerne for,
hvilke udsagn der bliver accepteret som meningsfulde og sande i en given historisk periode.
Med sandhed mener Foucault en diskursiv konstruktion, hvor et vidensregime udpeger, hvad der sandt og falsk.[kilde mangler] I teorien har vi uendelig mange muligheder for at skabe udsagn, men der er mange udsagn, som ingen vil kunne finde på at ytre, idet de ville blive opfattet som falske eller meningsløse. Det vil med andre ord sige, at diskursen, og de historiske regler der gennemsyrer den, sætter grænserne for, hvilke udsagn der er mulige at ytre, samt hvilke der er meningsgivende.
Vi kan nu sammenkæde de tre hovedtematikker, magt, viden og subjektivitet, der alle har præget Foucaults forfatterskab. Disse tematikker er alle til stede i en given diskurs, og i kraft af deres normgivende og regulerende karakter former de indirekte diskursen i de udsagn, der bliver fremført af aktørerne inden for diskursens rammer. Sagt på en anden måde ville det ikke være meningsfuldt at
tale om diskurser, hvis ikke man også inddrager magt, viden og subjektivitet, da det er disse tematikker, der ligger til grund for en formning af diskursen. Det er gennem disse tematikker at udsagnene får ’liv’, og mulighed for at forårsage, påvirke og forandre, altså konstituerer diskursen.
For at anskueliggøre sit syn på en diskursanalyse, laver Foucault en analogi mellem arkæologi og forskning i historie, hvor fokus i begge tilfælde er hvilke lag, der skal adskilles fra andre, hvilke brud og usammenhæng der hersker mellem forskellige perioder og artefakter (Foucault 2005: 3-4). Dette fokus er ligeledes det Foucault har i forhold til diskursanalyse hvor han også peger på lag, brud og usammenhæng i forhold til analysen (Foucault 2005: 23). Det er i disse lag, brud og usammenhæng i historien en given diskurs skal analyseres, eftersom den sætter rammerne for hvordan vi italesætter forskellige sociale objekter eller praksisser.
I Foucaults øjne handler en diskursanalyse derfor om at “udgrave” alle lag vedrørende en given diskurs, dvs. at sætte sig ind i alle udsagn om emnet der, relateret til hinanden på kryds og tværs, alle er med til at forme den pågældende diskurs, ligesom man i arkæologien skal grave lag på lag frem, for at skabe sig et nogenlunde billede af fortiden. Med andre ord anviser Foucault, i The Archaeology of Knowledge, en analyse fra oven, hvor man analyserer hele diskursive formationer (se nedenfor) omfattende tusinder af udsagn og diskurser, dvs. en analyse som indebærer mange tekster. Men man kan også se antydningerne af en analyse fra neden, hvor det er det enkelte udsagn i en diskurs, der er i fokus.

### Udsagnet og diskursiv formation
Ifølge Foucault er udsagnet diskursens mindste, men også konstituerende enhed:
At first sight, the statement appears as an ultimate, undecomposable element that can be isolated and introduced into a set of relations with other similar elements. [...] The atom of discourse. (Foucault 2005: 90).
Følgelig er udsagnet også det primære analyseobjekt i en diskursanalyse. For at analysere diskurser skal man derfor se på alle de relationer, der kan skabes mellem disse udsagn. Relationerne kan være mange og forskellige, og derfor vil en analyse heraf blive en undersøgelse af udsagnenes spredning og udbredelse, da man nødvendigvis skal kende de forskellige udsagns placering i forhold til hinanden, førend relationerne mellem dem kan undergå en analyse. Der tales om en diskursiv formation, når man kan definere regelmæssigheder mellem objekter, forskellige typer af udsagn og begreber – altså et system af spredning og udbredelse. De vilkår en sådan formation er underlagt kaldes formationsregler. Disse regler er eksistensvilkår, og strukturerer hvordan objekterne, udsagnene og begreberne, står i relation til hinanden i en given diskursiv formation, samt hvordan de opretholdes, ændrer sig og helt forsvinder.
Den diskursive formation er et slags rammeværk for hvad man kan sige og gøre i forhold til en given diskurs, dvs. den udstikker ’normer og regler’ for vores handlen. Den diskursive formation kræver derfor en vis form for regelmæssighed i dens udsagn og tager i en vis udstrækning monopol på udsagnene. Det forholder sig dog ikke sådan, at vi ikke kan handle udenfor denne formation – at den fuldstændigt determinerer udsagnene, derimod skal den diskursive formation forstås som relativ og fleksibel; den udgør, de udfoldelsesmuligheder man har mht. til ens handlen. Den diskursive formation adskiller sig således fra diskursen på den måde, at den sætter betingelserne for vores handlen inden for diskursen; den afgør altså, om vi handler inden for den ene eller anden diskurs.
De tre begreber, udsagn, diskurs og diskursiv formation er således de begreber, Foucault mener man indledende skal bruge til en identifikation af diskursen. Udsagnet er som tidligere nævnt diskursens mindste enhed, som gennem dens tilsynekomst og relationer giver liv til andre udsagn. En diskurs er ifølge Foucault en gruppe af udsagn, som alle er underlagt nogle regler eller eksistensvilkår altså en diskursiv formation. Disse tre begreber er tydeligvis alle forbundne i denne henseende, men for at begribe alle de komplekse relationer, der hersker mellem udsagn, og de forskellige formationer som diskurser er underlagt, må man undersøge hvorfor givne udsagn eksisterer og på hvilken baggrund.

### Objekters formning
For at komme dette eksistensgrundlag nærmere og dermed få uddybet en analyse af begrebet diskursiv formation yderligere, kan man undersøge de objekter en given diskurs har dannet, dvs. beskrive, hvilke “kræfter” et givet objekt har været underlagt og hvad der har bestemt deres eksistens som objekt i en diskurs. En diskurs er nemlig kendetegnet ved at konstruere de objekter, som den behandler eller omfatter. Der er flere ting, der skal undersøges vedrørende et objekt førend man kan komme disse “kræfter” nærmere. Eftersom objekterne er afhængige af og eksisterer i relation til hinanden i et netværk grid of specification ifølge hvilket objekterne bliver inddelt, relateret, regrupperet og klassificeret i forhold til andre objekter, er det er en beskrivelse af disse relationer, der har særlig interesse i en diskursanalyse.
Relationerne gør det muligt at danne hele nye grupper af forskellige objekter. Det vil sige, at en diskursiv formation er etableret, hvis det er muligt at vise hvordan hvilket som helst objekt i diskursen finder sin plads og opståen. I forhold til objekterne søger diskursanalysen således at afdække, hvorledes de er blevet italesat og dermed gør andre fortolkninger af objektet utilgængelige. Italesættelsen eller dannelsen af et objekt fordrer altså, at man kun kan have bestemte holdninger og meninger om det, dvs. at der kun er ´en “rigtig”måde at tale om objektet på.

### Subjektpositioner
Som tidligere nævnt er diskursen og udsagnet også kendetegnet ved deres anvisning af subjektpositioner. Ud fra disse positioner, som bliver stillet til rådighed af diskursen, kan der tales og handles på en meningsfuld og legitim måde, og aktører kan ved at indtage en sådan position blive subjekt for en diskursiv strategi. Til positionerne knytter sig altså nogle forventninger om, hvordan man skal opføre sig, hvad man kan sige og ikke sige; det er altså, når der tales og handles inden for netop disse rammer, at tale og handling er meningsfuld. Det er her vigtigt, at skelne mellem aktører og positioner, idet positionerne blot er produkter af en given diskurs. Der er her ikke tale om, at en aktør er fastlåst i en position, men at der tilbydes flere mulige positioner som der kan tales og ageres ud fra.
Aktøren ses ikke som suverænt, men determineres ud fra diskurserne, og endvidere er det fragmenteret, dvs. at aktøren kan indtage flere forskellige positioner, alt efter hvilke positioner de forskellige diskurser stiller til rådighed. Overgangen fra ´en position til en anden sker ofte ubevidst for aktøren, men i tilfælde hvor modstridende diskurser, stiller forskellige positioner til rådighed, er aktøren overdetermineret. Man siger at aktøren bliver interpelleret, fremsat i forskellige positioner
på ´en gang, og der opstår dermed en konflikt, om hvilken position aktøren skal indtage.

### Begrebsnetværk
Diskurser og udsagn er kendetegnet ved deres tilhørsforhold til begrebsnetværk, dvs. at udsagnene i en diskurs indgår i et relationelt begrebsmæssigt netværk, og den gruppe af relationer der eksisterer mellem begreberne i netværket, betegnes som en begrebsmæssig formation: [...] system of conceptual formation. Med det menes der, at et udsagn ikke har mening i sig selv, men at det skal indgå i et begrebsnetværk, altså står i relation til en række tilsvarende udsagn for at give mening.
Ved at relatere forskellige begreber til hinanden, former udsagnene begreberne, og det er gennem denne formning af begreber, at begrebernes spredning i f.eks. et værk, kan beskrives. Spredningen karakteriserer en type af diskurs, hvilket i sidste ende er målsætningen – at kunne analysere og beskrive diskurser. Sidst skal det påpeges, at disse netværk ikke regulerer begrebernes status, at det udelukkende er udsagnene der har indflydelse på dette.

### Diskursiv strategi
Indtil videre er en diskursiv formation kendetegnet ved en bestemt fremstilling af objekter, subjektpositioner og begreber. Men i henhold til reglerne for en given diskursformation kunne andre objekter stadig være blevet italesat, andre subjektpositioner anvist og andre begreber aktualiseret. Strategierne er således dem, der sætter begrænsningerne for en diskursiv formations potentielle mulighedsrum, dem der indsnævrer formationen. For at beskrive en diskursiv formations udseende
skal man derfor have fat i disse begrænsninger. Den diskursive strategi defineres som en afgrænset meningsfuld regularitet af udsagn, indenfor hvilken der findes enighed om, hvad man strides om; man kan sige, at strategien er med til at definere meningen med kampen mellem et antal aktører. I en strategi er der således en overordnet sammenhæng mellem et antal udsagn, en regularitet, og udsagnet er altså kendetegnet ved at indgå i en strategisk relation. Strategien er en måde at tale på i en bestemt diskurs og er i denne forstand afgrænset, idet den indeholder udsagn med en bestemt sammenhæng. Man kan sige, at den betinger diskursens realisering. Sagt på en anden måde kan strategier forstås som generelle tematikker i diskursen. Strategierne hører, i modsætning til ovenstående tre instanser, både til diskursens indre og ydre karakter, dvs. strategierne betegner relationer og regulariteter mellem udsagn i den enkelte diskurs samt relationer og regulariteter diskurser imellem.

### Dispositiv
Dispositivet kan siges, at være sammenfattende i forhold til en række strategier, og er generaliseret i den forstand, at det hæver sig over den enkelte diskurs, og dermed kan formes af mange forskellige
diskurser[kilde mangler]. Dispositivet udgør de dominerende mønstre, som tilbyder løsninger på bestemte problemer og situationer. Generelt kan begrebet ikke defineres på normal vis; Foucault definerer ikke selv dispositivet noget sted, men varierer i sin opfattelse af dispositiv gennem sit forfatterskab. En gennemgående tendens for de to tidlige dispositivformer, lov og disciplin, er, at det fremtræder som en generaliseret binær (egentlig: todelt) skematik.[kilde mangler] Med dette menes, at et dispositiv deler verden op i rigtigt og forkert, det tilladte og det forbudte. I sikkerhedsdispositivet, den tredje og sidste dispositivform, der optræder i Biopolitikkens Fødsel, disponeres der ikke efter rigtigt og forkert, men efter hvilken mængde af en given handling, der ud fra en nyttekalkule er beregnet som optimum. Det er således det dispositiv der er med til at definere neoliberalismens rolle i USA og Europa i dag, og det er efter hvad der anskues som optimalt, at det fungerer som foreskrivende.
Man kan sige, at et dispositiv er en enten forebyggende eller foreskrivende instans. Loven er eksempelvis forebyggende, da denne ud fra lovmæssigheder, der deler verden op i det tilladte og det ikke tilladte, fortæller hvad der er uønsket. Overvågning eller optimering fungerer som foreskrivende, fordi de modsat lovdispositivet fortæller hvilken opførsel der er ønsket eller påskyndet. Derfor er et dispositiv med til at forme og organisere samfundet og aktørernes sociale liv. Et dispositiv har som en foreskrivende instans en organiserende effekt på samfundet, men samtidig bliver det formet af italesættelser og ageren i forskellige diskurser i samfundet, og kan derfor ikke betragtes som værende statisk; dispositivet kan altså ændre form over tid.[kilde mangler] En analyse af dispositiver i en diskurs, kan således bidrage til at afdække hvilke handlinger, vidensmønstre, etc. der, ifølge dispositivet, betragtes som “rigtige”.

## Videnskabelig kontekst

### Foucaults inspirationskilder
Videnskabsmænd hvis værker har haft en enten åbenlys eller indrømmet stærk indvirkning på Foucaults tanker er opgjort nedenfor.
- Louis Althusser — Fransk strukturalistisk marxistisk filosof, Foucaults underviser og læremester.
- Roland Barthes — Fransk (post)strukturalistisk litterær kritiker som på et tidspunkt stod Foucault meget nær.
- Georges Bataille — Fransk filosof, romanforfatter og kritiker hvis udsyn på "transgression" (overskridelse), kommunikation, og seksualitet var meget indflydelsesrig i Foucaults arbejde.
- Maurice Blanchot — Litterær kritiker og romanforfatter hvis udsyn på upolemisk kritik (non polemical) havde en stærk indvirkning på Foucault.
- Jorge Luis Borges  — Argentinsk novelleforfatter som der ofte henvises til i Foucaults arbejde.
- Georges Canguilhem — Forfatter til The Normal og the Pathological (da. Den normale og den patologiske) og  større indflydelse på Foucaults arbejde indenfor afvigelse og lægevidenskaben (cf. Klinikkens fødsel)
- Gilles Deleuze — Fransk filosof. En god ven og allieret i de tidlige 1970'ere.
- Georges Dumézil — Fransk strukturalistmytolog, arbejdede med Indo-Aryansk mytologi.
- Martin Heidegger — Tysk filosof hvis indflydelse på efterkrigstidens intellektuelle i Frankrig var enorm. Foucault henviste sjældent til ham, men sagde engang "Heidegger har altid været en essentiel filosof [...] Hele min filosofiske udvikling var afgjort af min læsning af Heidegger."
- Jean Hyppolite — Fransk Hegelsk videnskabsmand og engang Foucaults underviser i khâgne.
- Karl Marx — Marx's indflydelse på Fransk intellektuelt liv var dominerende fra 1945 og frem til de sene 1970'ere. Foucault modstillede sig ofte visse aspekter af marxistisk ideologi.
- Maurice Merleau-Ponty — Fransk filosof og underviser af Foucault. Fænomenolog, som blev omdrejningspunkt for en folkeliggørelse af Saussures strukturalisme for et filosofisk publikum.
- Friedrich Nietzsche — Tysk filosof hvis arbejde havde stor påvirkning på Foucaults begreber om samfund og magt. Sidst i hans liv, fremførte Foucault: "Jeg er en Nietzchianer"
- Gaston Bachelard, fransk filosof der beskæftigede sig med videnskabsteori og poesiens filosofi

### Værker
- Maladie mentale et personnalité (1954); reed. Maladie mentale et psychologie (1995). Sindssygdom og psykologi
- Histoire de la folie à l'âge classique – Folie et déraison (1961)  Galskabens historie (Madness and Civilization)
- Naissance de la clinique  – une archéologie du regard médical (1963) Klinikkens fødsel (The Birth of the Clinic: An Archaeology of Medical Perception)
- Les mots et les choses  – une archéologie des sciences humaines (1966) Ordene og tingene (The Order of Things: An Archaeology of the Human Sciences)
- La pensée du dehors (1966)
- L'archéologie du savoir (1969) Vidensarkæologien (Archaeology of Knowledge)
- Sept propos sur le septième ange (1970)
- L'ordre du discours (1971) Talens forfatning  (The Discourse on Language)
- Ceci n'est pas une pipe (1973) Dette er ikke en pibe (This Is Not a Pipe)
- Surveiller et punir (1975)  Overvågning og straf (Discipline and Punish:  The Birth of the Prison)
- Histoire de la sexualité Seksualitetens historie (The History of Sexuality):
- Vol I: La volonté de savoir (1976) Viljen til viden (An Introduction)
- Vol II: L'Usage des plaisirs (1984) Brugen af nydelserne (The Use of Pleasure)
- Vol III: Le Souci de soi (1984) Omsorgen for sig selv (The Care of the Self)
- Vol IV: Les aveux de la chair (2018) Kødets bekendelser (Confessions of the Flesh)

## Danske oversættelser af Michel Foucaults værker
- (1985): Strukturalisme og poststrukturalisme. I: Foucaults blik. Modtryk
- (1988). Selvomsorgens etik som frihedspraksis. I: UNDR. Nyt Nordisk Forum, No . 55. 
- (1994): Viljen til viden. Det lille Forlag
- (1995): Forord til overskridelsen. I: Foucaults masker. Modtryk
- (1995): Tænkningen af det udenfor. I: Foucaults masker. Modtryk
- (1998): Dette er ikke en pibe. Hans Reitzels Forlag
- (1998): Andre rum. I: Slagmark, Nr. 27 
- (2001): Talens forfatning. Hans Reitzels Forlag
- (2001): Socialmedicinens fødsel. I: Distinktion, nr. 3
- (2002): Overvågning og straf. Det lille Forlag
- (2003): Galskabens historie. Det lille Forlag
- (2003): Hvad er en forfatter? I: Passepartout, Årg. 11, nr. 22 
- (2004): Brugen af nydelserne. Det lille Forlag
- (2004): Omsorgen for sig selv. Det lille Forlag
- (2005): Vidensarkæologien. Philosophia
- (2008): Ordene og tingene. Det lille Forlag
- (2008): Sikkerhed, territorium, befolkning. Hans Reitzels Forlag
- (2009): Biopolitikkens fødsel. Hans Reitzels Forlag
- (2013): Støvet og skyen. I: Slagmark, Nr. 66
- (2013): Hvad er oplysning? I: Slagmark, Nr. 66
- (2016): Sindssygdom og psykologi. Hans Reitzels Forlag
- (2018): Udvalgte forelæsninger og essays. Reflect
- (2019): Klinikkens fødsel. Hans Reitzels Forlag

## Dansk litteratur om Michel Foucault
- Albinus, L. (2011): Religion, magt og kommunikation. Filosofiske overvejelser over religionens betydning i moderniteten, set i krydsfeltet mellem Foucault og Habermas. Aarhus Universitetsforlag
- Bang, H. & Torben Bech Dyrberg (2015): Michel Foucault. København: Djøf Forlag
- Brügger, N. (1995): Foucaults masker. Aarhus: Modtryk
- Callewaert, S. (2003): Fra Bourdieus og Foucaults verden. Pædagogik og sociologi, diskurser og praktikker, efter det moderne. Akademisk
- Christensen, G. & Bjørn Hamre (2018): At tænke med Foucault. Unge Pædagoger
- Gilles Deleuze (2004): Foucault. København: Det lille Forla
- Eggers, N. & Mathias Hein Jessen (2013): Michel Foucault. Slagmark 63
- Heede, D. (2004): Det tomme menneske. Introduktion til Michel Foucault. Museum Tusculanum
- Gudmand-Hoyer, M, Morten Sørensen Thaning, og Sverre Raffnsøe (2008): Foucault. Roskilde: Samfundslitteratur
- Jensen, A. F. (2013): Mellem ting. THaP
- Jensen, E. (1978): Viden og magt : studier i Michel Foucaults institutionskritik. Rhodos
- Larsen, L. T. & Christian Borch (2003): Perspektiv, magt og styring : Luhmann og Foucault til diskussion. København: Hans Reitzels Forlag
- Nilsson, R. 2009): Michel Foucault - en introduktion. København: Hans Reitzels Forlag
- Sørensen, A. D. (2017): Normalitetens filosofi og idéhistorie. George Canguilhem og Michel Foucault. Statsbiblioteket Arkiveret 29. januar 2020 hos  Wayback Machine